# Facho de Árvore
O Facho de Árvore ou marca de enfiamento da barra do Ave, é a marca posterior do primeiro enfiamento da barra de Vila do Conde, na foz do Rio Ave, localizado junto da estrada nacional (EN 13) na freguesia de Árvore, Vila do Conde. O enfiamento é ainda constituído pelo Farol de Azurara, a cerca de 800 m a oeste, num pinhal junto ao parque de campismo e pelo Farolim de Azurara, a cerca de 1 050 m mais a oeste, junto à praia.
É uma construção em cantaria de granito, em forma de pirâmide truncada, mais larga nas bases e estreitando para o topo, com a face virada a oeste revestida a azulejo branco, para reflectir a luz solar. O remate superior em empena triangular, apresenta ao centro a campânula da aparelhagem óptica (desactivada), ladeada nas extremidades por dois pináculos piramidais encimados por bolas. São ainda visíveis, na parte inferior, dois ganchos metálicos que em tempos serviam de local de arrumação à escada de acesso, uma porta quadrangular metálica no centro e quase a chegar à campânula sete barras metálicas horizontais que servem de escada. As superfícies laterais e posterior apresentam-se em pedra aparente.

## História
A data provável de edificação será os finais do século XVI. Não possuindo valor arquitectónico assinalável, suscita contudo grande interesse pela sua raridade, tornando-se, com o Farol de Azurara, um conjunto único no litoral português. Juntamente com outros elementos arquitectónico conspícuos na paisagem, o desaparecido coruchéu da torre da Igreja de São Francisco de Azurara, e a cartela sobre a porta principal da Igreja de Santa Maria de Azurara, destinava-se a indicar o alinhamento da entrada da barra de Vila do Conde. Da designação de facho, talvez se possa inferir que inicialmente seria colocado neste local qualquer fonte luminosa à custa do fogo.
In Memórias Paroquiais de Árvore, 1732, Dicionário Geográfico, padre Luiz Cardoso,1747:
"Serve o Campanario dos sinos desta Igreja (antiga igreja de Árvore, demolida, num sítio junto da actual) de demarcação, ou baliza aos que com mar tempestuoso vem demandar a barra de Azurara, e Vila do Conde, porque vindo do mar alto a caminho de Leste, e emparelhando numa baliza, que está no areal, a que vulgarmente chamão Sinal, com o campanário dos sinos desta Igreja, por mais embravecido, e furioso, que ande o mar, vem seguros por aquelle carreiro, ate descobrirem três marcos, que emparelhados em hum, lhé mostra a terra, pelos quaes se guião caminho do Norte, e aqui hé o mayor perigo, por apanharem os mares as embarcações de través; e fora sem duvida muito mayor, se não tiverão o asylo (abrigo) de huma serraria de pedras a que chamão a parede, que parece a natureza, ou o Author della alli levantou para alivio daquelas aflicções."
- Activo: Não
- Acesso: Rua do Souto Número 5